# Dušan Bajević
Dušan Bajević (* 10. Dezember 1948 in Mostar, SFR Jugoslawien, heute Bosnien und Herzegowina) ist ein bosnisch-herzegowinischer Fußballtrainer und ehemaliger Fußballspieler. Er ist einer der erfolgreichsten Vereinstrainer in Griechenland und hat die griechische Staatsbürgerschaft angenommen.

## Spielerkarriere
Dušan Bajević begann seine Karriere bei FK Velež Mostar. Dort spielte er über zehn Jahre und konnte in 277 Ligaspielen 144 Tore erzielen. Zur Saison 1969–70 teilte er den Titel des jugoslawischen Torschützenkönigs mit Slobodan Santrač vom OFK Belgrad bei je 20 Toren. 1972 wurde er zum ersten Fußballer des Jahres in Jugoslawien gewählt. Damit gilt er bis heute als der erfolgreichste Spieler, der jemals für Mostar gespielt hat. Nach dieser Zeit wechselte er 1977 nach Griechenland zu AEK Athen, wo er ebenfalls sehr erfolgreichen Fußball spielte. Bajević entwickelte sich zum absoluten Publikumsliebling und konnte viele Titel mit Athen erringen. Neben der zweifachen griechischen Meisterschaft (1978 und 1979) und dem Pokalsieg (1978) wurde er mit 25 Toren auch Torschützenkönig in der Saison 1979/80. Im Sommer 1981 kehrte er wieder zu Velež Mostar zurück und ließ seine Karriere in den folgenden zwei Jahren dort ausklingen.

## Nationalmannschaft
Dušan Bajević absolvierte zwischen 1970 und 1977 37 Spiele für Jugoslawien und schoss dabei 29 Tore. 1972 nahm Jugoslawien an der Taça Independência teil. Bajević wurde mit 13 Treffern Torschützenkönig des Turniers und sein Team wurde Dritter. Er gehörte unter anderem zum jugoslawischen Aufgebot bei der Fußball-Weltmeisterschaft 1974 in Deutschland.

## Trainerkarriere
Nach dem Ende seiner Fußballkarriere bei Velez Mostar, übernahm er schon im folgenden Jahr (1984) das Traineramt des Teams. Unter seiner Führung erlebte der Verein Erfolge, wie der jugoslawische Landespokal (1986) und die folgerechte Teilnahme zur nächsten Saison (1986–87) im Europapokal der Pokalsieger, weiters die Qualifikation zum UEFA-Pokal der 2 folgenden Saisons (1987–88, 1988–89) – in der Geschichte des mittelmäßigen Provinzvereins war diese über 3 Jahre aufeinanderfolgende internationale Präsenz eine Rekordleistung.
1988 übernahm Dušan Bajević das Traineramt bei seinem früheren Verein AEK Athen. Völlig überraschend wurde der Verein gleich in der ersten Saison unter seiner Führung griechischer Meister. Bei der letzten Meisterschaft des Vereins zehn Jahre zuvor gehörte er noch selbst zum Kader. Es folgten noch drei weitere Meisterschaften (1992, 1993 und 1994), ein Pokalsieg (1996), ein Ligapokalsieg (1990), sowie der griechische Super-Cup (1996). Im Sommer 1996 zog Bajević mit seinem Wechsel zum Konkurrenten Olympiakos Piräus den ganzen Unmut der AEK-Fans auf sich. Unter seiner Führung wurde Olympiakos 1997, ebenfalls nach zehn Jahren Abstinenz, wieder griechischer Meister. Es folgten zwei weitere Meisterschaften in den darauf folgenden Jahren sowie der Pokalsieg 1999.
Trotz einer kaum zu bremsenden Erfolgsmannschaft entschied sich Dušan Bajević für einen Wechsel zu PAOK Saloniki. Auch dort schaffte er gleich in der ersten Saison den Gewinn eines Titels. Im Pokalfinale 2001 schlug PAOK Bajević's letzten Verein Olympiakos Piräus mit 4:2 und zeigte dabei exzellenten Fußball. Im Jahr 2002 wechselte er wieder auf die Trainerbank von AEK Athen, wo er gemischte Gefühle bei den temperamentvollen Fans auslöste. Der Großteil hasste ihn aber noch immer für seinen Wechsel zum Rivalen Olympiakos 1996. Während eines Ligaspiels gegen Iraklis Thessaloniki verließ er ohne Vorankündigung noch während der ersten Halbzeit die Bank und dankte als Trainer von Athen ab. Es folgte ein erneuter Wechsel zu Olympiakos Piräus, wo er 2005 sofort das Double holte. Trotz der guten Leistungen wurde er von den Fans kritisiert, die unzufrieden mit der Spielweise des Teams waren und kündigte deshalb bei Piräus.
Nach knapp einem Jahr Pause wurde er im Mai 2006 Trainer von FK Roter Stern Belgrad. Die Fans hegten große Hoffnungen aufgrund seiner Erfahrungen und Erfolge, wurden international durch das Ausscheiden in der Champions-League-Qualifikation und dann auch im UEFA-Pokal jedoch bitter enttäuscht. In der Liga dagegen erarbeitete sich das Team bis zur Winterpause einen Vorsprung von 14 Punkten. Die Rückrunde begann jedoch mit einem Formtief und nahm seinen Tiefpunkt als im Februar 2007 das Auto von Dušan Bajević zerstört wurde, weil die Mannschaft gegen den Erzrivalen Partizan Belgrad erstmals seit 11 Jahren wieder verloren hatte. Nur wenige Tage später beim Ligaspiel gegen FK Vojvodina Novi Sad, als Belgrad bereits 0:2 hinten lag, verließ er in der 70. Minute die Trainerbank und kündigte ähnlich wie bei Athen 2004.
Im September 2007 wechselte er wieder zurück nach Griechenland und wurde Trainer von Aris Saloniki. Während seiner Amtszeit konnte das Team in der Saison 2007/08 seinen vierten Tabellenplatz aus der Vorsaison verteidigen und musste sich im griechischen Pokal erst im Finale Bajević's ehemaliger Mannschaft Olympiakos Piräus geschlagen geben. Im November 2008 wurde er zum dritten Mal Trainer bei AEK Athen. Zu diesem Zeitpunkt war der Verein in der zweiten Qualifikationsrunde des UEFA-Pokal 2008/09 bereits an Omonia Nikosia gescheitert. Bajević konnte sich mit seinem Team auf die Liga und den Pokal konzentrieren. AEK Athen erreichte den vierten Tabellenplatz in der griechischen Super League und das Finale im nationalen Pokal. Dort verlor die Mannschaft in einem spannenden Finalspiel mit 14:15 im Elfmeterschießen gegen Olympiakos Piräus. In der Folgesaison erreichte er mit seiner Mannschaft ebenfalls den vierten Tabellenplatz, im Pokal schied man in der vierten Runde gegen den Zweitligisten Thrasyvoulos Fylis aus und in der UEFA Europa League 2009/10 scheiterte Athen als Letzter der Gruppe I in der Gruppenphase. Am 7. August 2010 wurde Dušan Bajević durch Fans von AEK Athen während einer drohenden 1:2-Niederlage im Testspiel gegen den Kallithea FC körperlich angegriffen. Das Spiel musste abgebrochen werden. Eineinhalb Monate später trat Bajević von seinem Posten zurück und wurde von Manuel Jiménez Jiménez abgelöst.
Im Oktober 2010 unterschrieb er einen Vertrag beim zyprischen Erstligisten und amtierenden Meister Omonia Nikosia. Nach einer 2:0-Niederlage im direkten Duell gegen den Rivalen APOEL Nikosia wurde er im April 2011 wieder entlassen. Nach über einjähriger Pause übernahm Bajević im Juni 2012 den Trainerposten beim Pokalfinalisten Atromitos Athen und trat die Nachfolge von Georgios Donis an. Am 24. Dezember 2012 trat er von seinem Amt zurück. Im August 2013 wurde er vom neuen AEK Athen Präsidenten Melissanidis zum Technischen Direktor des grunderneuerten Vereins ernannt und erklärte hierbei das Ende seiner Trainerlaufbahn. AEK war zuvor in finanzielle Schwierigkeiten geraten und hatte nach dem sportlichen Abstieg in die zweite Liga auch den freiwilligen Abstieg in die dritte Liga angetreten.

## Erfolge
als Spieler

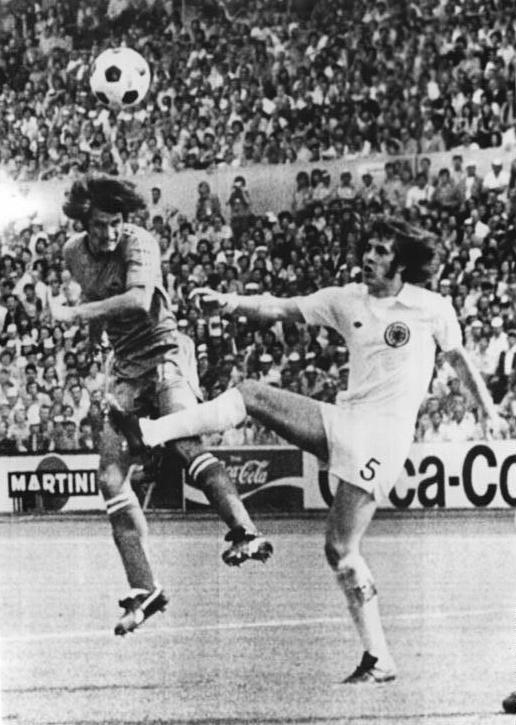
Bajević beim Kopfball im Spiel gegen Schottland (WM 1974)

- Torschützenkönig der 1. jugoslawischen Fußballliga: 1970
- Torschützenkönig der Taça Independência: 1972
- Jugoslawiens Fußballer des Jahres: 1972
- Griechischer Meister: 1978 und 1979
- Griechischer Pokalsieger: 1978
- Torschützenkönig der griechischen Liga: 1980

als Trainer
- Jugoslawischer Pokalsieger: 1986
- Griechischer Meister: 1989, 1992, 1993, 1994, 1997, 1998, 1999 und 2005
- Griechischer Superpokalsieger: 1989 und 1996
- Griechischer Ligapokalsieger: 1990
- Pokalsieger des griechischen Vor-Mittelmeerspiel-Fußballturniers: 1991
- Griechischer Pokalsieger: 1996, 1999, 2001 und 2005